# Liste der Nummer-eins-Hits in Spanien (2014)
Diese Liste der Nummer-eins-Hits basiert auf den offiziellen Chartlisten (Top 50 Canciones und Top 100 Álbumes) der Productores de Música de España (Promusicae), der spanischen Landesgruppe der IFPI, im Jahr 2014. Die ersten Singlecharts des Jahres 2015, die auch noch Daten der letzten drei Tage von 2014 enthielten, werteten erstmals neben den Verkaufs- auch Streamingzahlen der vier größten Anbieter des Landes aus. Außerdem wurden die Charts auf 100 Positionen ausgeweitet.

## Singles
| ← 2013 ← | Liste der Nummer-eins-Hits in Spanien | Liste der Nummer-eins-Hits in Spanien                 | Liste der Nummer-eins-Hits in Spanien                                               | 2015 → |
| \| Zeitraum \| Wo. ges. \| Interpret \| Titel Autor(en) \| Zusätzliche Informationen \| \| (Zeitraum, Wochen auf Platz eins, Interpret, Titel, Autor[en], zusätzliche Informationen) \| \| \| \| \| \| ----------------------------------------------------------------------------------------- \| -------- \| ----------------------------------------------------- \| ----------------------------------------------------------------------------------- \| --------------------------------------------------------------------------------------------------------------------------------------------------------------------------------------------------------------------------------------------------------------------------------------------------------------------------------------------------------------------------------------------- \| \| 30. Dezember 2013 – 12. Januar 2014 2 Wochen \| 2 \| Avicii \| Hey Brother Tim Bergling, Ash Pournouri, Salem Al Fakir, Vincent Pontare \| – \| \| 13. Januar 2014 – 19. Januar 2014 1 Woche \| 1 \| Enrique Iglesias feat. Romeo Santos \| Loco Enrique Iglesias, Romeo Santos, Descemer Bueno \| – \| \| 20. Januar 2014 – 16. März 2014 8 Wochen \| 8 \| David Bisbal \| Diez mil maneras Sara Cubelo Vázquez \| – \| \| 17. März 2014 – 23. März 2014 1 Woche (insgesamt 3) \| 3 \| Pharrell Williams \| Happy Pharrell Williams \| – \| \| 24. März 2014 – 30. März 2014 1 Woche \| 1 \| Shakira \| Boig per tu Pep Sala, Carles Sabater, Joan Capdevila \| Mit dem katalanischen Popsong von Sau rief die Kolumbianerin gleichzeitig Zustimmung und Empörung hervor, wollen doch die Katalanen noch im selben Jahr in einem Referendum über ihre Unabhängigkeit vom Rest Spaniens abstimmen. Shakira, die in Barcelona lebt, sang jedoch auf ihrem Album das Lied auch in einer spanischen Übersetzung mit dem Titel Loco por ti (Verrückt nach dir).[1] \| \| 31. März 2014 – 13. April 2014 2 Wochen (insgesamt 3) \| 3 \| Pharrell Williams \| Happy Pharrell Williams \| – \| \| 14. April 2014 – 25. Mai 2014 6 Wochen (insgesamt 20) \| 20 \| Enrique Iglesias feat. Gente de Zona y Descemer Bueno \| Bailando Enrique Iglesias, Descemer Bueno, Alexander Delgado, Randy Malcom Martinez \| – \| \| 26. Mai 2014 – 1. Juni 2014 1 Woche \| 1 \| Real Madrid feat. RedOne \| Hala Madrid … y nada más \| Die Königlichen von Real Madrid hatten zuvor die Champions League und damit ihre zehnte kontinentale Meisterschaft gewonnen. Hala Madrid („Auf geht's Madrid“) ist der Schlachtruf und die Vereinshymne von Real. \| \| 2. Juni 2014 – 27. Juli 2014 8 Wochen (insgesamt 20) \| 20 \| Enrique Iglesias feat. Gente de Zona y Descemer Bueno \| Bailando Enrique Iglesias, Descemer Bueno, Alexander Delgado, Randy Malcom Martinez \| – \| \| 28. Juli 2014 – 3. August 2014 1 Woche \| 1 \| Auryn \| Puppeteer \| – \| \| 4. August 2014 – 14. September 2014 6 Wochen (insgesamt 20) \| 20 \| Enrique Iglesias feat. Gente de Zona y Descemer Bueno \| Bailando Enrique Iglesias, Descemer Bueno, Alexander Delgado, Randy Malcom Martinez \| – \| \| 15. September 2014 – 28. September 2014 2 Wochen \| 2 \| Pablo Alborán \| Por fin \| Damit hat der Popsänger aus Málaga in jedem der letzten fünf Jahre mindestens einen Nummer-eins-Hit, insgesamt steht er zum sechsten Mal an der Spitze. \| \| 29. September 2014 – 5. Oktober 2014 1 Woche \| 1 \| Lilly Wood & the Prick and Robin Schulz \| Prayer in C (Robin Schulz Remix) Nili Hadida, Benjamin Cotto \| – \| \| 6. Oktober 2014 – 12. Oktober 2014 1 Woche \| 1 \| Pablo Alborán \| Pasos de cero \| 2012 war Alborán auch zweimal an der Spitze gestanden, einmal davon im Duett; erstmals erobert er also zweimal in einem Jahr mit eigenen Songs Platz eins. \| \| 13. Oktober 2014 – 19. Oktober 2014 1 Woche \| 1 \| Pablo López \| El mejor momento \| – \| \| 20. Oktober 2014 – 2. November 2014 2 Wochen \| 2 \| Juan Magán feat. Belinda & Lapiz Conciente \| Si no te quisiera \| – \| \| 3. November 2014 – 16. November 2014 2 Wochen (insgesamt 4) \| 4 \| Meghan Trainor \| All About That Bass Kevin Kadish, Meghan Trainor \| – \| \| 17. November 2014 – 23. November 2014 1 Woche \| 1 \| Band Aid 30 \| Do They Know It’s Christmas? Bob Geldof, Midge Ure \| – \| \| 24. November 2014 – 7. Dezember 2014 2 Wochen (insgesamt 6) \| 6 \| David Guetta feat. Sam Martin \| Dangerous David Guetta, Giorgio Tuinfort, Sam Martin, Jason Evigan, Lindy Robbins \| – \| \| 8. Dezember 2014 – 14. Dezember 2014 1 Woche (insgesamt 4) \| 4 \| Meghan Trainor \| All About That Bass Kevin Kadish, Meghan Trainor \| – \| \| 15. Dezember 2014 – 21. Dezember 2014 1 Woche (insgesamt 6) \| 6 \| David Guetta feat. Sam Martin \| Dangerous David Guetta, Giorgio Tuinfort, Sam Martin, Jason Evigan, Lindy Robbins \| – \| \| 22. Dezember 2014 – 28. Dezember 2014 1 Woche (insgesamt 4) \| 4 \| Meghan Trainor \| All About That Bass Kevin Kadish, Meghan Trainor \| – \| \| 29. Dezember 2014 – 18. Januar 2015 3 Wochen (insgesamt 6) \| 6 \| David Guetta feat. Sam Martin \| Dangerous David Guetta, Giorgio Tuinfort, Sam Martin, Jason Evigan, Lindy Robbins \| – \| |                                       |                                                       |                                                                                     | |
| ← 2013 |                                       |                                                       |                                                                                     | → 2015 → |
| Zeitraum | Wo. ges.                              | Interpret                                             | Titel Autor(en)                                                                     | Zusätzliche Informationen |
| (Zeitraum, Wochen auf Platz eins, Interpret, Titel, Autor[en], zusätzliche Informationen) |                                       |                                                       |                                                                                     | |
| 30. Dezember 2013 – 12. Januar 2014 2 Wochen | 2                                     | Avicii                                                | Hey Brother Tim Bergling, Ash Pournouri, Salem Al Fakir, Vincent Pontare            | – |
| 13. Januar 2014 – 19. Januar 2014 1 Woche | 1                                     | Enrique Iglesias feat. Romeo Santos                   | Loco Enrique Iglesias, Romeo Santos, Descemer Bueno                                 | – |
| 20. Januar 2014 – 16. März 2014 8 Wochen | 8                                     | David Bisbal                                          | Diez mil maneras Sara Cubelo Vázquez                                                | – |
| 17. März 2014 – 23. März 2014 1 Woche (insgesamt 3) | 3                                     | Pharrell Williams                                     | Happy Pharrell Williams                                                             | – |
| 24. März 2014 – 30. März 2014 1 Woche | 1                                     | Shakira                                               | Boig per tu Pep Sala, Carles Sabater, Joan Capdevila                                | Mit dem katalanischen Popsong von Sau rief die Kolumbianerin gleichzeitig Zustimmung und Empörung hervor, wollen doch die Katalanen noch im selben Jahr in einem Referendum über ihre Unabhängigkeit vom Rest Spaniens abstimmen. Shakira, die in Barcelona lebt, sang jedoch auf ihrem Album das Lied auch in einer spanischen Übersetzung mit dem Titel Loco por ti (Verrückt nach dir). |
| 31. März 2014 – 13. April 2014 2 Wochen (insgesamt 3) | 3                                     | Pharrell Williams                                     | Happy Pharrell Williams                                                             | – |
| 14. April 2014 – 25. Mai 2014 6 Wochen (insgesamt 20) | 20                                    | Enrique Iglesias feat. Gente de Zona y Descemer Bueno | Bailando Enrique Iglesias, Descemer Bueno, Alexander Delgado, Randy Malcom Martinez | – |
| 26. Mai 2014 – 1. Juni 2014 1 Woche | 1                                     | Real Madrid feat. RedOne                              | Hala Madrid … y nada más                                                            | Die Königlichen von Real Madrid hatten zuvor die Champions League und damit ihre zehnte kontinentale Meisterschaft gewonnen. Hala Madrid („Auf geht's Madrid“) ist der Schlachtruf und die Vereinshymne von Real. |
| 2. Juni 2014 – 27. Juli 2014 8 Wochen (insgesamt 20) | 20                                    | Enrique Iglesias feat. Gente de Zona y Descemer Bueno | Bailando Enrique Iglesias, Descemer Bueno, Alexander Delgado, Randy Malcom Martinez | – |
| 28. Juli 2014 – 3. August 2014 1 Woche | 1                                     | Auryn                                                 | Puppeteer                                                                           | – |
| 4. August 2014 – 14. September 2014 6 Wochen (insgesamt 20) | 20                                    | Enrique Iglesias feat. Gente de Zona y Descemer Bueno | Bailando Enrique Iglesias, Descemer Bueno, Alexander Delgado, Randy Malcom Martinez | – |
| 15. September 2014 – 28. September 2014 2 Wochen | 2                                     | Pablo Alborán                                         | Por fin                                                                             | Damit hat der Popsänger aus Málaga in jedem der letzten fünf Jahre mindestens einen Nummer-eins-Hit, insgesamt steht er zum sechsten Mal an der Spitze. |
| 29. September 2014 – 5. Oktober 2014 1 Woche | 1                                     | Lilly Wood & the Prick and Robin Schulz               | Prayer in C (Robin Schulz Remix) Nili Hadida, Benjamin Cotto                        | – |
| 6. Oktober 2014 – 12. Oktober 2014 1 Woche | 1                                     | Pablo Alborán                                         | Pasos de cero                                                                       | 2012 war Alborán auch zweimal an der Spitze gestanden, einmal davon im Duett; erstmals erobert er also zweimal in einem Jahr mit eigenen Songs Platz eins. |
| 13. Oktober 2014 – 19. Oktober 2014 1 Woche | 1                                     | Pablo López                                           | El mejor momento                                                                    | – |
| 20. Oktober 2014 – 2. November 2014 2 Wochen | 2                                     | Juan Magán feat. Belinda & Lapiz Conciente            | Si no te quisiera                                                                   | – |
| 3. November 2014 – 16. November 2014 2 Wochen (insgesamt 4) | 4                                     | Meghan Trainor                                        | All About That Bass Kevin Kadish, Meghan Trainor                                    | – |
| 17. November 2014 – 23. November 2014 1 Woche | 1                                     | Band Aid 30                                           | Do They Know It’s Christmas? Bob Geldof, Midge Ure                                  | – |
| 24. November 2014 – 7. Dezember 2014 2 Wochen (insgesamt 6) | 6                                     | David Guetta feat. Sam Martin                         | Dangerous David Guetta, Giorgio Tuinfort, Sam Martin, Jason Evigan, Lindy Robbins   | – |
| 8. Dezember 2014 – 14. Dezember 2014 1 Woche (insgesamt 4) | 4                                     | Meghan Trainor                                        | All About That Bass Kevin Kadish, Meghan Trainor                                    | – |
| 15. Dezember 2014 – 21. Dezember 2014 1 Woche (insgesamt 6) | 6                                     | David Guetta feat. Sam Martin                         | Dangerous David Guetta, Giorgio Tuinfort, Sam Martin, Jason Evigan, Lindy Robbins   | – |
| 22. Dezember 2014 – 28. Dezember 2014 1 Woche (insgesamt 4) | 4                                     | Meghan Trainor                                        | All About That Bass Kevin Kadish, Meghan Trainor                                    | – |
| 29. Dezember 2014 – 18. Januar 2015 3 Wochen (insgesamt 6) | 6                                     | David Guetta feat. Sam Martin                         | Dangerous David Guetta, Giorgio Tuinfort, Sam Martin, Jason Evigan, Lindy Robbins   | – |

## Alben
| ← 2013 ← | Liste der Nummer-eins-Hits in Spanien | Liste der Nummer-eins-Hits in Spanien | Liste der Nummer-eins-Hits in Spanien | 2015 → |
| \| Zeitraum \| Wo. ges. \| Interpret \| Titel \| Zusätzliche Informationen \| \| (Zeitraum, Wochen auf Platz eins, Interpret, Titel, zusätzliche Informationen) \| \| \| \| \| \| ------------------------------------------------------------------------------ \| -------- \| ------------------- \| ------------------------- \| ----------------------------------------------------------------------------------------------------------------------------------------------------------------------------------------------------------------------------------------------------------------------------- \| \| 9. Dezember 2013 – 12. Januar 2014 5 Wochen (insgesamt 6) \| 6 \| Soundtrack \| Violetta: Hoy somos más \| – \| \| 13. Januar 2014 – 26. Januar 2014 2 Wochen \| 2 \| Bruce Springsteen \| High Hopes \| – \| \| 27. Januar 2014 – 9. Februar 2014 2 Wochen \| 2 \| Leiva \| Pólvora \| – \| \| 10. Februar 2014 – 16. Februar 2014 1 Woche \| 1 \| Malú \| Sí \| – \| \| 17. Februar 2014 – 23. Februar 2014 1 Woche \| 1 \| Estopa \| Esto es Estopa \| – \| \| 24. Februar 2014 – 2. März 2014 1 Woche \| 1 \| Nach \| Los viajes inmóviles \| – \| \| 3. März 2014 – 16. März 2014 2 Wochen \| 2 \| David Barrull \| Sueños cumplidos \| Debütalbum des Siegers der zweiten Staffel von La Voz (The Voice). \| \| 17. März 2014 – 6. April 2014 3 Wochen (insgesamt 6) \| 6 \| David Bisbal \| Tú y yo \| – \| \| 7. April 2014 – 13. April 2014 1 Woche \| 1 \| Vetusta Morla \| La deriva \| Mit dem vierten Album schafft es die Rockband aus Madrid bis an die Spitze, nachdem Mapas 2011 schon auf Platz 3 gekommen war. \| \| 14. April 2014 – 27. April 2014 2 Wochen (insgesamt 6) \| 6 \| David Bisbal \| Tú y yo \| – \| \| 28. April 2014 – 4. Mai 2014 1 Woche \| 1 \| Paco de Lucía \| Canción Andaluza \| – \| \| 5. Mai 2014 – 11. Mai 2014 1 Woche \| 1 \| Mónica Naranjo \| 4.0 \| – \| \| 12. Mai 2014 – 18. Mai 2014 1 Woche (insgesamt 3) \| 3 \| Michael Jackson \| Xscape \| – \| \| 19. Mai 2014 – 1. Juni 2014 2 Wochen \| 2 \| Coldplay \| Ghost Stories \| – \| \| 2. Juni 2014 – 15. Juni 2014 2 Wochen (insgesamt 3) \| 3 \| Michael Jackson \| Xscape \| – \| \| 16. Juni 2014 – 22. Juni 2014 1 Woche \| 1 \| Lana Del Rey \| Ultraviolence \| – \| \| 23. Juni 2014 – 29. Juni 2014 1 Woche \| 1 \| Camela \| Más de lo que piensas \| – \| \| 30. Juni 2014 – 13. Juli 2014 2 Wochen \| 2 \| 5 Seconds of Summer \| 5 Seconds of Summer \| – \| \| 14. Juli 2014 – 20. Juli 2014 1 Woche (insgesamt 6) \| 6 \| David Bisbal \| Tú y yo \| – \| \| 21. Juli 2014 – 17. August 2014 4 Wochen \| 4 \| Gemeliers \| Lo mejor esta por venir \| Der Name des Duos leitet sich vom spanischen Wort gemelo ab, das Zwilling bedeutet. Die Zwillingsbrüder Jesús und David Oviedo aus Sevilla wurden durch La Voz Kids bekannt und waren erfolgreich, obwohl sie schon in der zweiten Runde (den „Battles“) ausgeschieden waren. \| \| 18. August 2014 – 24. August 2014 1 Woche \| 1 \| Enrique Iglesias \| Sex and Love \| – \| \| 25. August 2014 – 31. August 2014 1 Woche \| 1 \| Chayanne \| En todo estaré \| – \| \| 1. September 2014 – 14. September 2014 2 Wochen \| 2 \| Vanesa Martín \| Crónica de un baile \| – \| \| 15. September 2014 – 21. September 2014 1 Woche \| 1 \| Amaia Montero \| Si Dios quiere yo también \| Die Sängerin von La Oreja de Van Gogh ist mit dem dritten Soloalbum zum zweiten Mal auf Platz 1. \| \| 22. September 2014 – 28. September 2014 1 Woche \| 1 \| Bustamante \| Vivir \| – \| \| 29. September 2014 – 5. Oktober 2014 1 Woche \| 1 \| Auryn \| Circus Avenue \| – \| \| 6. Oktober 2014 – 12. Oktober 2014 1 Woche \| 1 \| Ismael Serrano \| La llamada \| Der Cantautor aus Madrid ist zum dritten Mal auf Platz eins der Albumcharts, zum zweiten Mal in Folge. \| \| 13. Oktober 2014 – 19. Oktober 2014 1 Woche \| 1 \| U2 \| Songs of Innocence \| – \| \| 20. Oktober 2014 – 26. Oktober 2014 1 Woche \| 1 \| El Barrio \| Hijo del Levante \| – \| \| 27. Oktober 2014 – 9. November 2014 2 Wochen \| 2 \| Fito y Fitipaldis \| Huyendo conmigo de mi \| – \| \| 10. November 2014 – 23. November 2014 2 Wochen (insgesamt 12) \| 12 \| Pablo Alborán \| Terral \| – \| \| 24. November 2014 – 30. November 2014 1 Woche \| 1 \| Melendi \| Un alumno más \| – \| \| 1. Dezember 2014 – 1. Februar 2015 9 Wochen (insgesamt 12) \| 12 \| Pablo Alborán \| Terral \| – \| |                                       |                                       |                                       | |
| ← 2013 |                                       |                                       |                                       | → 2015 → |
| Zeitraum | Wo. ges.                              | Interpret                             | Titel                                 | Zusätzliche Informationen |
| (Zeitraum, Wochen auf Platz eins, Interpret, Titel, zusätzliche Informationen) |                                       |                                       |                                       | |
| 9. Dezember 2013 – 12. Januar 2014 5 Wochen (insgesamt 6) | 6                                     | Soundtrack                            | Violetta: Hoy somos más               | – |
| 13. Januar 2014 – 26. Januar 2014 2 Wochen | 2                                     | Bruce Springsteen                     | High Hopes                            | – |
| 27. Januar 2014 – 9. Februar 2014 2 Wochen | 2                                     | Leiva                                 | Pólvora                               | – |
| 10. Februar 2014 – 16. Februar 2014 1 Woche | 1                                     | Malú                                  | Sí                                    | – |
| 17. Februar 2014 – 23. Februar 2014 1 Woche | 1                                     | Estopa                                | Esto es Estopa                        | – |
| 24. Februar 2014 – 2. März 2014 1 Woche | 1                                     | Nach                                  | Los viajes inmóviles                  | – |
| 3. März 2014 – 16. März 2014 2 Wochen | 2                                     | David Barrull                         | Sueños cumplidos                      | Debütalbum des Siegers der zweiten Staffel von La Voz (The Voice). |
| 17. März 2014 – 6. April 2014 3 Wochen (insgesamt 6) | 6                                     | David Bisbal                          | Tú y yo                               | – |
| 7. April 2014 – 13. April 2014 1 Woche | 1                                     | Vetusta Morla                         | La deriva                             | Mit dem vierten Album schafft es die Rockband aus Madrid bis an die Spitze, nachdem Mapas 2011 schon auf Platz 3 gekommen war. |
| 14. April 2014 – 27. April 2014 2 Wochen (insgesamt 6) | 6                                     | David Bisbal                          | Tú y yo                               | – |
| 28. April 2014 – 4. Mai 2014 1 Woche | 1                                     | Paco de Lucía                         | Canción Andaluza                      | – |
| 5. Mai 2014 – 11. Mai 2014 1 Woche | 1                                     | Mónica Naranjo                        | 4.0                                   | – |
| 12. Mai 2014 – 18. Mai 2014 1 Woche (insgesamt 3) | 3                                     | Michael Jackson                       | Xscape                                | – |
| 19. Mai 2014 – 1. Juni 2014 2 Wochen | 2                                     | Coldplay                              | Ghost Stories                         | – |
| 2. Juni 2014 – 15. Juni 2014 2 Wochen (insgesamt 3) | 3                                     | Michael Jackson                       | Xscape                                | – |
| 16. Juni 2014 – 22. Juni 2014 1 Woche | 1                                     | Lana Del Rey                          | Ultraviolence                         | – |
| 23. Juni 2014 – 29. Juni 2014 1 Woche | 1                                     | Camela                                | Más de lo que piensas                 | – |
| 30. Juni 2014 – 13. Juli 2014 2 Wochen | 2                                     | 5 Seconds of Summer                   | 5 Seconds of Summer                   | – |
| 14. Juli 2014 – 20. Juli 2014 1 Woche (insgesamt 6) | 6                                     | David Bisbal                          | Tú y yo                               | – |
| 21. Juli 2014 – 17. August 2014 4 Wochen | 4                                     | Gemeliers                             | Lo mejor esta por venir               | Der Name des Duos leitet sich vom spanischen Wort gemelo ab, das Zwilling bedeutet. Die Zwillingsbrüder Jesús und David Oviedo aus Sevilla wurden durch La Voz Kids bekannt und waren erfolgreich, obwohl sie schon in der zweiten Runde (den „Battles“) ausgeschieden waren. |
| 18. August 2014 – 24. August 2014 1 Woche | 1                                     | Enrique Iglesias                      | Sex and Love                          | – |
| 25. August 2014 – 31. August 2014 1 Woche | 1                                     | Chayanne                              | En todo estaré                        | – |
| 1. September 2014 – 14. September 2014 2 Wochen | 2                                     | Vanesa Martín                         | Crónica de un baile                   | – |
| 15. September 2014 – 21. September 2014 1 Woche | 1                                     | Amaia Montero                         | Si Dios quiere yo también             | Die Sängerin von La Oreja de Van Gogh ist mit dem dritten Soloalbum zum zweiten Mal auf Platz 1. |
| 22. September 2014 – 28. September 2014 1 Woche | 1                                     | Bustamante                            | Vivir                                 | – |
| 29. September 2014 – 5. Oktober 2014 1 Woche | 1                                     | Auryn                                 | Circus Avenue                         | – |
| 6. Oktober 2014 – 12. Oktober 2014 1 Woche | 1                                     | Ismael Serrano                        | La llamada                            | Der Cantautor aus Madrid ist zum dritten Mal auf Platz eins der Albumcharts, zum zweiten Mal in Folge. |
| 13. Oktober 2014 – 19. Oktober 2014 1 Woche | 1                                     | U2                                    | Songs of Innocence                    | – |
| 20. Oktober 2014 – 26. Oktober 2014 1 Woche | 1                                     | El Barrio                             | Hijo del Levante                      | – |
| 27. Oktober 2014 – 9. November 2014 2 Wochen | 2                                     | Fito y Fitipaldis                     | Huyendo conmigo de mi                 | – |
| 10. November 2014 – 23. November 2014 2 Wochen (insgesamt 12) | 12                                    | Pablo Alborán                         | Terral                                | – |
| 24. November 2014 – 30. November 2014 1 Woche | 1                                     | Melendi                               | Un alumno más                         | – |
| 1. Dezember 2014 – 1. Februar 2015 9 Wochen (insgesamt 12) | 12                                    | Pablo Alborán                         | Terral                                | – |